# Il fachiro di Bilbao
Il fachiro di Bilbao (Fakiren fra Bilbao) è un film del 2004 diretto da Peter Flinth.

## Trama
Emma e Tom sono due gemelli tredicenni che tre anni prima hanno perso il padre in un incidente aereo. Insieme alla madre Louise, una decoratrice di ceramiche, si trasferiscono in una casa dall'aspetto tetro, proposta da Moony, un agente immobiliare e al tempo stesso becchino. La casa è completamente sporca e piena di polvere e Tom non gradisce, ma la madre e la sorella preferiscono rimanere e la rimettono a posto. Improvvisamente si presenta una coppia che vuole acquistare la casa per un'enorme cifra, ma Emma glielo impedisce.
Un giorno Emma trova nella cantina una penna con raffigurato un fachiro e la porta in camera sua. Desiderosa di diventare becchina, chiede a Moony informazioni sul mestiere. Chiede anche del passato della casa, e viene a sapere che è rimasta disabitata per cinquanta anni. La penna, presa in mano da Emma, inizia a "parlare" e la costringe a scrivere delle frasi. Sotto agli occhi dei due gemelli esce fuori dalla penna un uomo di nome Lombardo, che si presenta come un fachiro di Bilbao, dall'odore sgradevole, che promette loro di esaudire tre desideri. Lo tengono in casa e cercano di lavarlo per eliminare l'odore.
Intanto Emma continua ad indagare sul passato della casa che cela anche un misterioso tesoro contenuto in una testa d'alce. Su un accendino ritrovato nella casa, Emma nota la scritta
Flambert e dopo alcune ricerche su Internet, scopre che tale nome è associato ad una coppia di ladri, Florian e Frank Flambert, evasi un paio di giorni prima dopo essere stati arrestati per aver tentato di rubare un diamante, il Koo Loon. I due ladri altri, intenzionati a recuperare il diamante, non sono che la coppia di sposi venuta ad acquistare la casa; per raggiungere l'obiettivo fanno uscire gli abitanti con l'espediente di un invito ad una cena di gala.
I due fratelli mandano a cena solo la madre, esortandola ad invitare i suoi datori di lavoro dato che rischia il licenziamento, così che i due possano sorvegliare la casa. Più tardi infatti i ladri irrompono in casa, prima la donna che si rivela però un uomo, Frank Flambert, e nel momento in cui viene steso a terra dalla testa d'alce cadutogli addosso, la madre rientra insieme ai suoi colleghi di lavoro. A turno li intrattengono in salotto, mentre cercano di sbarazzarsi del corpo con l'aiuto di Lombardo e Moony. Florian rapisce Tom e lo richiude nella bara destinata alla cremazione, predisposta in realtà per Frank. Una volta salvatosi, Lombardo e i due fratelli ritornano in cantina per eliminare i due ladri e ritrovare il diamante.
Alla fine il diamante viene ritrovato nella testa d'alce, ma Lombardo lo ruba e scappa via. I Flambert rinchiusi nelle bare per essere cremati da Moony, vengono recapitati indietro in quanto «hanno tentato di ritornare dal mondo dei morti», in presenza della polizia che arresta i ladri. Lombardo, innamoratosi di Louise, durante una festa torna, le chiede di sposarlo e le infila al dito il Koo Loon.

## Distribuzione

### Date di uscita
- 17 ottobre 2004 nei Paesi Bassi (Fakir)
- 25 dicembre in Danimarca (Fakiren fra Bilbao)
- 2004 in Italia (Giffoni Film Festival)
- 13 gennaio 2005 in Germania (Der Fakir)
- 3 giugno in Austria
- 31 ottobre in Islanda e negli Stati Uniti (The Fakir)
- 8 dicembre nella Svizzera tedesca